# Площадь Кирику
Площадь Ки́рику (эст. Kiriku plats, Церковная площадь) — улица Таллина в историческом районе Вышгород. На неё выходят улицы Кирику, Рахукохту, Тоом-Рюйтли, Кохту, Пийскопи, Тоом-Кооли. Одно из главных зданий улицы — Домский собор.

## История
Одна из старейших улиц Таллина. Здесь, предположительно в 1219 году, было начато строительство церкви — предшественницы Домского собора.
Старая застройка сильно пострадала во время грандиозного пожара 1684 года.
Во времена Российской империи носила название Церковная площадь, в советское время, с 27 июня 1950 года, — площадь Рааматукогу (эст. Raamatukogu plats, Библиотечная), поскольку с 1948 по 1993 год бывший Дом эстляндского рыцарства занимала Национальная библиотека ЭССР. Историческое название улицы возвращено 13 ноября 1989 года.
Протяжённость — 161 м.

## Застройка
- Дом 1 — «Рыцарский дом» (1846—1849, в последнее время, с 2009 по 2016 год, здание занимала Эстонская академия художеств)
- Дом 2 — трёхэтажный жилой дом с офисными помещениями[4]
- Дом 3 — Консистория Эстонской евангелическо-лютеранской церкви.

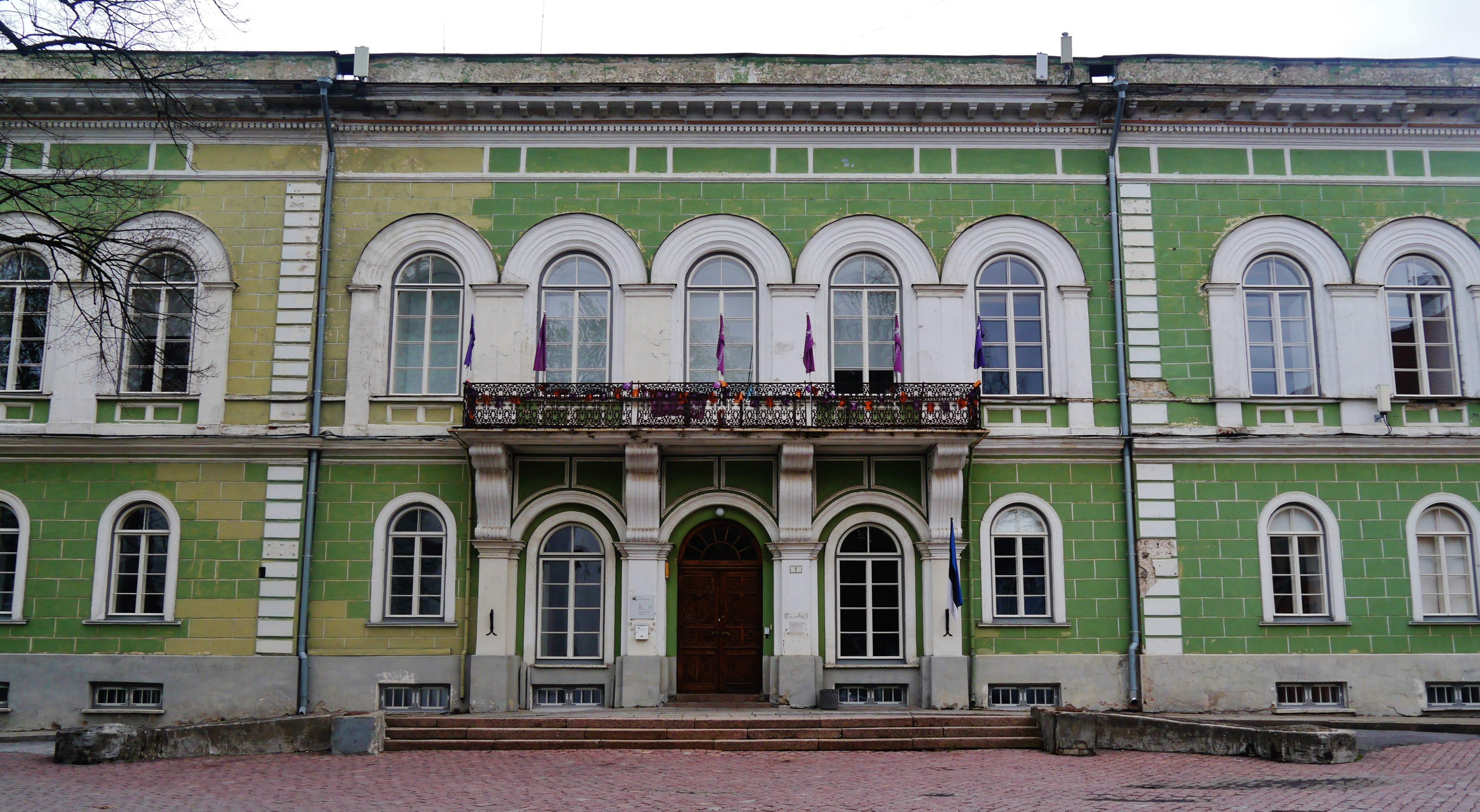
Дом 1, Дом эстляндского рыцарства
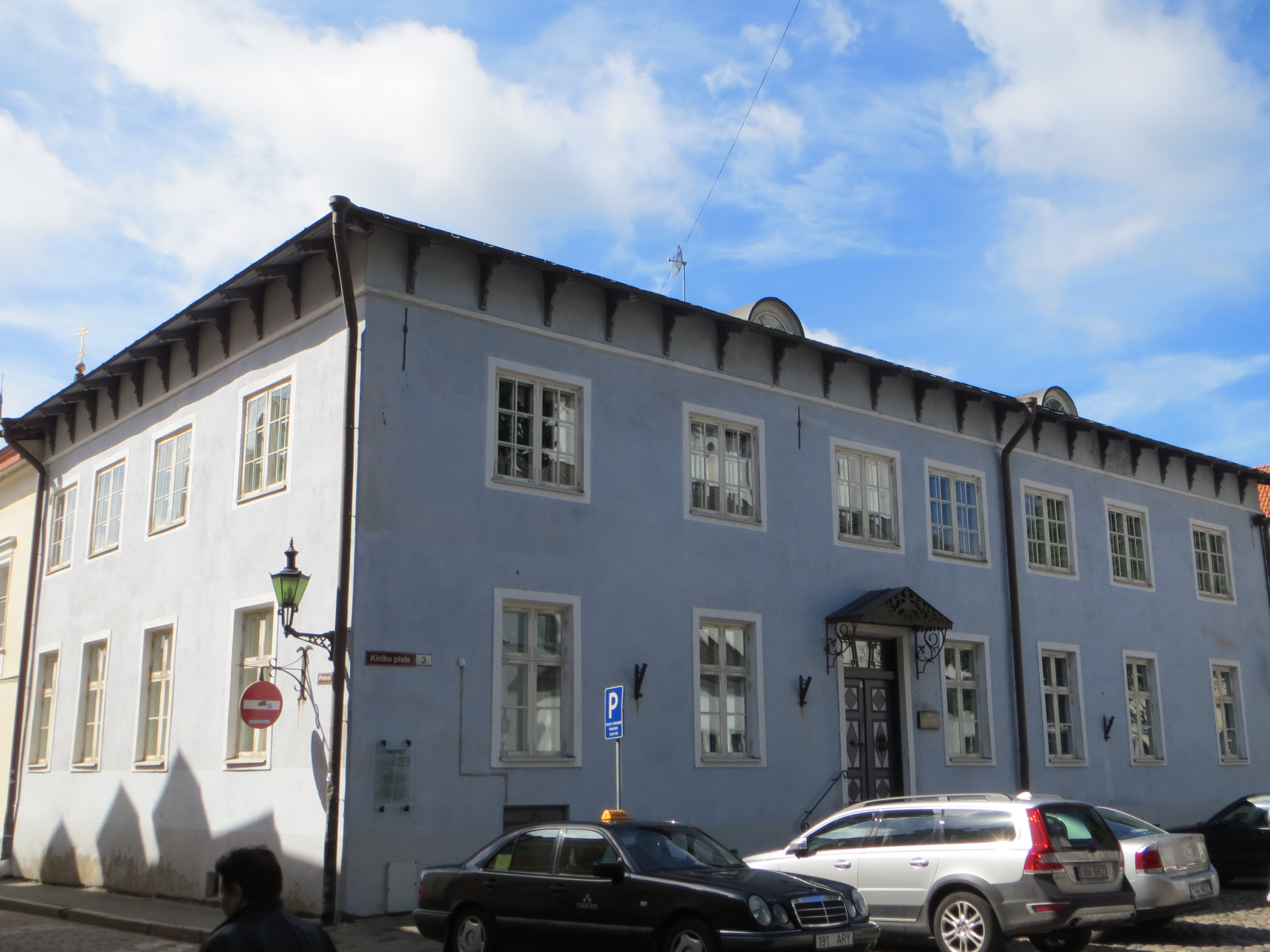
Дом 3, консистория ЭЕЛЦ
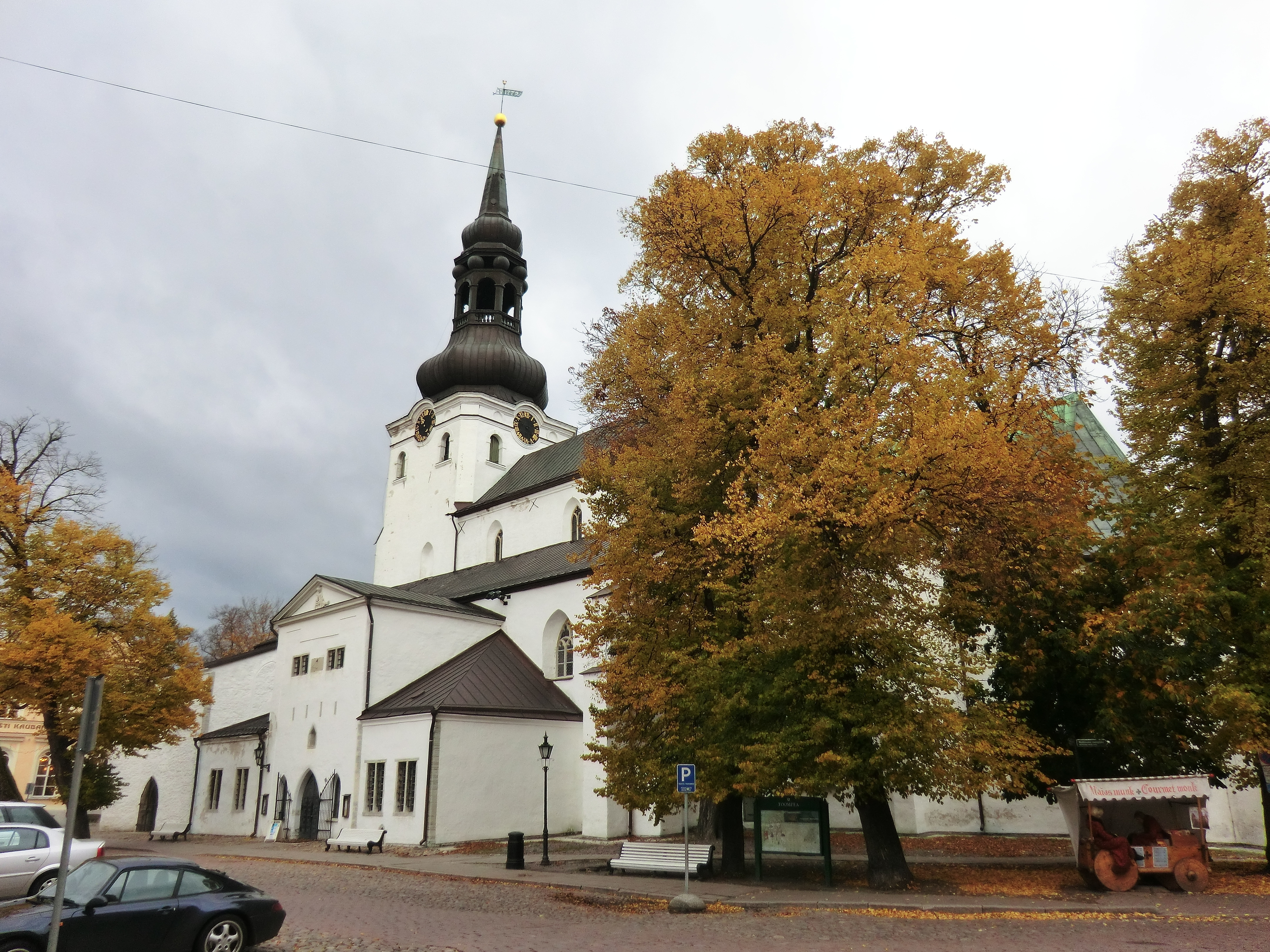
Домский собор